# Портик Руска

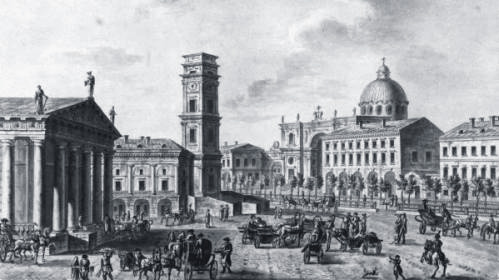
Оригинальное здание, 1811 год

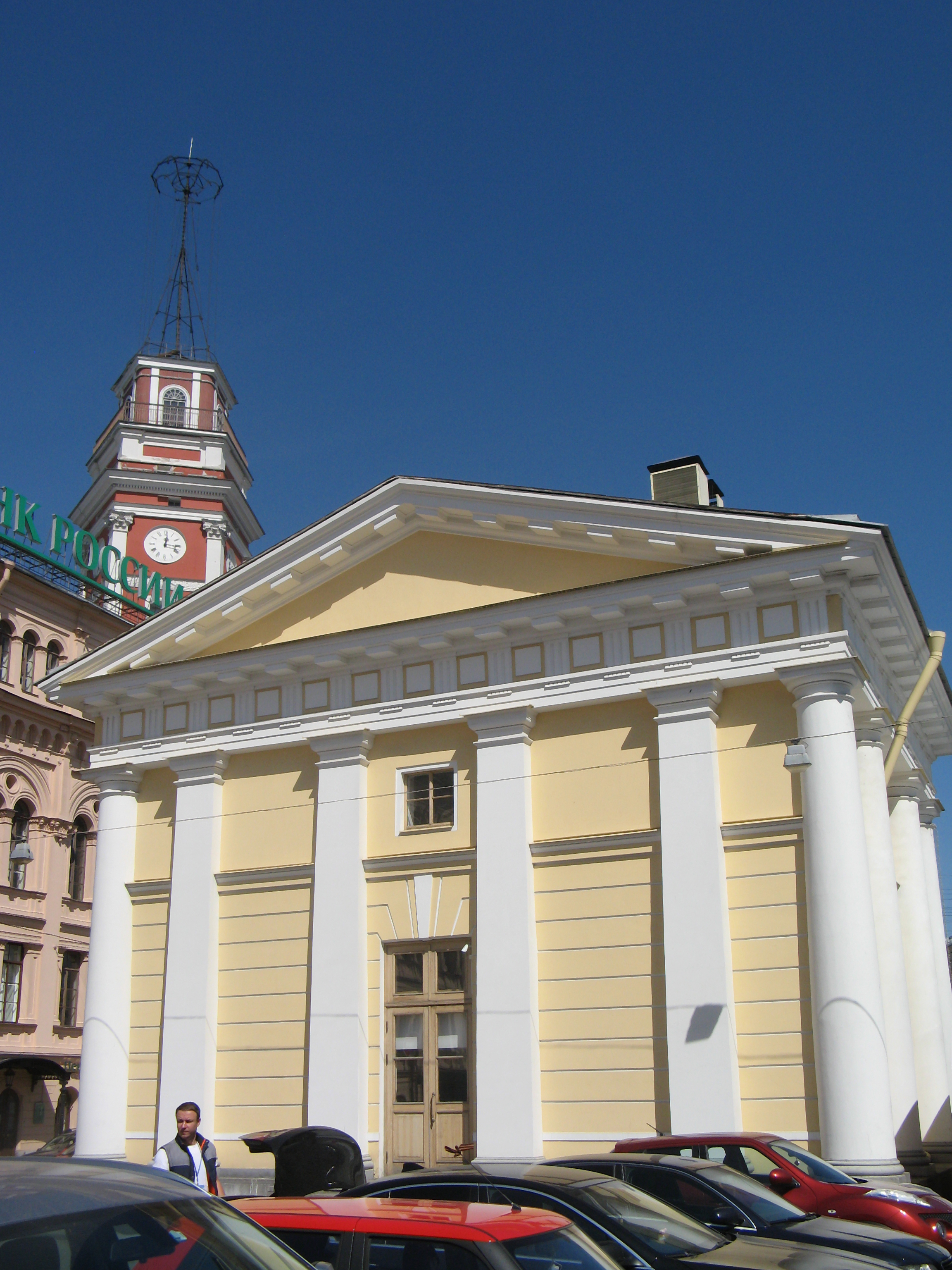
Вид в сторону Невского проспекта

Портик Перинной линии — памятник архитектуры. Расположен в Санкт-Петербурге, современный адрес дома — Думская улица, 2.
В первой половине XVIII века на этом месте протекал Глухой проток, его засыпали в 1758 году, создав Думскую улицу.
В 1797—1798 годах параллельно Гостиному двору, с запада, был построен корпус Перинных рядов с открытой аркадой в полтора этажа. В 1802—1806 годах Л. Руска украсил фасад корпуса дорическим портиком в шесть колонн с треугольным фронтоном. В 1834 году К. Росси проложил новую Михайловскую улицу, перспектива которой была замкнута этим портиком. В 1860—1929 годах перспектива была изменена, так как А. М. Горностаев построил перед портиком часовню Христа Спасителя Гуслицкого Спасо-Преображенского монастыря. Часовня, оформленная в русском стиле, была уничтожена в советское время.
В 1930-е годы при реконструкции портика было увеличено количество колонн на боковых фасадах, заново отделаны помещения первого этажа.
В 1936—1940 годах по проекту Д. П. Бурышкина и Г. В. Ашкинази на портике была сделана надстройка для размещения там постоянной выставки пищевой промышленности; в журнале «Архитектура Ленинграда» влияние надстройки на здание было признано отрицательным. Во время блокады в здание попало несколько авиабомб.
Портик был разобран в 1963 году в связи со строительством линии метрополитена — на месте портика был создан наклонный вход на станцию «Невский проспект». В 1967 году, к 50-й годовщине Октябрьской революции, здесь же была установлена электрифицированная карта восстания 1917 года, прозванная за форму «гнилым зубом».
Портик был восстановлен в 1971—1972 годах (проект реставрации — архитектор-реставратор И. Н. Бенуа, архитектор М. И. Толстов, инженер М. В. Коман) как «важный формирующий элемент». Его построили, немного сместив относительно изначального местоположения. Изначально его обещали восстановить сразу после открытия входа в метро. В здании была размещена театральная касса, потом — бутики и магазины. В 1998—2004 годах вдоль Думской улицы было по подобию старинным Перинным рядам построено новое здание с арочными проемами вдоль фасадов и мансардным этажом (архитекторы М. Садовский, С. Зельцман, Е. Капралова); здание получило то же название, что и ранее существовавшее. В восточной части рядов в 2003—2004 годах был создан пешеходный проход (архитектор В. Б. Фабрицкий).